# 11e étape du Tour de France 2000
Pour un article plus général, voir Tour de France 2000.
La 11e étape du Tour de France 2000 a eu lieu le 11 juillet 2000 entre Bagnères-de-Bigorre et Revel sur une distance de 218,5 km. Elle a été remportée par le Néerlandais Erik Dekker (Rabobank).

## Classement de l'étape
| \| Classement de l'étape \| Classement de l'étape \| Classement de l'étape \| Classement de l'étape \| Classement de l'étape \| \| Coureur \| Coureur \| Pays \| Équipe \| Temps \| \| --------------------- \| --------------------- \| --------------------- \| ------------------------------- \| --------------------- \| \| 1er \| Erik Dekker \| Pays-Bas \| Rabobank \| 5 h 05 min 47 s \| \| 2e \| Santiago Botero \| Colombie \| Kelme-Costa Blanca \| + 0 s \| \| 3e \| Rik Verbrugghe \| Belgique \| Lotto-Adecco \| + 4 min 51 s \| \| 4e \| David Millar \| Royaume-Uni \| Cofidis-Le Crédit par Téléphone \| + 4 min 51 s \| \| 5e \| Francisco Mancebo \| Espagne \| Banesto \| + 4 min 51 s \| \| 6e \| Alexandre Vinokourov \| Kazakhstan \| Deutsche Telekom \| + 4 min 51 s \| \| 7e \| David Etxebarria \| Espagne \| ONCE-Deutsche Bank \| + 4 min 51 s \| \| 8e \| Mario Aerts \| Belgique \| Lotto-Adecco \| + 4 min 51 s \| \| 9e \| Michele Bartoli \| Italie \| Mapei-Quick Step \| + 4 min 51 s \| \| 10e \| Erik Zabel \| Allemagne \| Deutsche Telekom \| + 5 min 05 s \| |                      |             |                                 |                 |
| |                      |             |                                 |                 |
| |                      |             |                                 |                 |
| Classement de l'étape |                      |             |                                 |                 |
| Coureur | Coureur              | Pays        | Équipe                          | Temps           |
| 1er | Erik Dekker          | Pays-Bas    | Rabobank                        | 5 h 05 min 47 s |
| 2e | Santiago Botero      | Colombie    | Kelme-Costa Blanca              | + 0 s           |
| 3e | Rik Verbrugghe       | Belgique    | Lotto-Adecco                    | + 4 min 51 s    |
| 4e | David Millar         | Royaume-Uni | Cofidis-Le Crédit par Téléphone | + 4 min 51 s    |
| 5e | Francisco Mancebo    | Espagne     | Banesto                         | + 4 min 51 s    |
| 6e | Alexandre Vinokourov | Kazakhstan  | Deutsche Telekom                | + 4 min 51 s    |
| 7e | David Etxebarria     | Espagne     | ONCE-Deutsche Bank              | + 4 min 51 s    |
| 8e | Mario Aerts          | Belgique    | Lotto-Adecco                    | + 4 min 51 s    |
| 9e | Michele Bartoli      | Italie      | Mapei-Quick Step                | + 4 min 51 s    |
| 10e | Erik Zabel           | Allemagne   | Deutsche Telekom                | + 5 min 05 s    |

## Classement général
Aucun changement n'est à signaliser dans les dix premiers du classement général après cette étape de transition. L'Américain Lance Armstrong (US Postal Service) porte toujours le maillot jaune de leader, avec un peu plus de quatre minutes d'avance sur l'Allemand Jan Ullrich (Deutsche Telekom) et cinq minutes et dix secondes sur le Français Christophe Moreau (Festina).
| \| Classement général \| Classement général \| Classement général \| Classement général \| Classement général \| \| Coureur \| Coureur \| Pays \| Équipe \| Temps \| \| ------------------ \| ------------------ \| ------------------ \| ------------------ \| ------------------ \| \| 1er \| Lance Armstrong \| États-Unis \| US Postal Service \| DQ \| \| 2e \| Jan Ullrich \| Allemagne \| Deutsche Telekom \| + 4 min 14 s \| \| 3e \| Christophe Moreau \| France \| Festina \| + 5 min 10 s \| \| 4e \| Marc Wauters \| Belgique \| Rabobank \| + 5 min 18 s \| \| 5e \| Peter Luttenberger \| Autriche \| ONCE-Deutsche Bank \| + 5 min 21 s \| \| 6e \| Joseba Beloki \| Espagne \| Festina \| + 5 min 23 s \| \| 7e \| Manuel Beltrán \| Espagne \| Mapei-Quick Step \| + 5 min 44 s \| \| 8e \| Javier Otxoa \| Espagne \| Kelme-Costa Blanca \| + 6 min 13 s \| \| 9e \| José María Jiménez \| Espagne \| Banesto \| + 6 min 21 s \| \| 10e \| Ángel Casero \| Espagne \| Festina \| + 6 min 55 s \| |                    |            |                    |              |
| |                    |            |                    |              |
| |                    |            |                    |              |
| Classement général |                    |            |                    |              |
| Coureur | Coureur            | Pays       | Équipe             | Temps        |
| 1er | Lance Armstrong    | États-Unis | US Postal Service  | DQ           |
| 2e | Jan Ullrich        | Allemagne  | Deutsche Telekom   | + 4 min 14 s |
| 3e | Christophe Moreau  | France     | Festina            | + 5 min 10 s |
| 4e | Marc Wauters       | Belgique   | Rabobank           | + 5 min 18 s |
| 5e | Peter Luttenberger | Autriche   | ONCE-Deutsche Bank | + 5 min 21 s |
| 6e | Joseba Beloki      | Espagne    | Festina            | + 5 min 23 s |
| 7e | Manuel Beltrán     | Espagne    | Mapei-Quick Step   | + 5 min 44 s |
| 8e | Javier Otxoa       | Espagne    | Kelme-Costa Blanca | + 6 min 13 s |
| 9e | José María Jiménez | Espagne    | Banesto            | + 6 min 21 s |
| 10e | Ángel Casero       | Espagne    | Festina            | + 6 min 55 s |

## Classements annexes
| Classement par points | Classement par points | Classement par points | Classement par points   | Classement par points |
| Coureur               | Coureur               | Pays                  | Équipe                  | Points                |
| --------------------- | --------------------- | --------------------- | ----------------------- | --------------------- |
| 1er                   | Erik Zabel            | Allemagne             | Deutsche Telekom        | 189 pts               |
| 2e                    | Marcel Wüst           | Allemagne             | Festina                 | 152 pts               |
| 3e                    | Tom Steels            | Belgique              | Mapei-Quick Step        | 111 pts               |
| 4e                    | Romāns Vainšteins     | Lettonie              | Vini Caldirola-Sidermec | 102 pts               |
| 5e                    | Erik Dekker           | Pays-Bas              | Rabobank                | 101 pts               |

| Classement par points | Classement par points | Classement par points | Classement par points   | Classement par points |
| Coureur               | Coureur               | Pays                  | Équipe                  | Points                |
| --------------------- | --------------------- | --------------------- | ----------------------- | --------------------- |
| 1er                   | Erik Zabel            | Allemagne             | Deutsche Telekom        | 189 pts               |
| 2e                    | Marcel Wüst           | Allemagne             | Festina                 | 152 pts               |
| 3e                    | Tom Steels            | Belgique              | Mapei-Quick Step        | 111 pts               |
| 4e                    | Romāns Vainšteins     | Lettonie              | Vini Caldirola-Sidermec | 102 pts               |
| 5e                    | Erik Dekker           | Pays-Bas              | Rabobank                | 101 pts               |

| Classement de la montagne | Classement de la montagne | Classement de la montagne | Classement de la montagne       | Classement de la montagne |
| Coureur                   | Coureur                   | Pays                      | Équipe                          | Points                    |
| ------------------------- | ------------------------- | ------------------------- | ------------------------------- | ------------------------- |
| 1er                       | Javier Otxoa              | Espagne                   | Kelme-Costa Blanca              | 148 pts                   |
| 2e                        | Santiago Botero           | Colombie                  | Kelme-Costa Blanca              | 84 pts                    |
| 3e                        | Nico Mattan               | Belgique                  | Cofidis-Le Crédit par Téléphone | 83 pts                    |
| 4e                        | Richard Virenque          | France                    | Polti                           | 72 pts                    |
| 5e                        | Erik Dekker               | Pays-Bas                  | Rabobank                        | 58 pts                    |

| Classement de la montagne | Classement de la montagne | Classement de la montagne | Classement de la montagne       | Classement de la montagne |
| Coureur                   | Coureur                   | Pays                      | Équipe                          | Points                    |
| ------------------------- | ------------------------- | ------------------------- | ------------------------------- | ------------------------- |
| 1er                       | Javier Otxoa              | Espagne                   | Kelme-Costa Blanca              | 148 pts                   |
| 2e                        | Santiago Botero           | Colombie                  | Kelme-Costa Blanca              | 84 pts                    |
| 3e                        | Nico Mattan               | Belgique                  | Cofidis-Le Crédit par Téléphone | 83 pts                    |
| 4e                        | Richard Virenque          | France                    | Polti                           | 72 pts                    |
| 5e                        | Erik Dekker               | Pays-Bas                  | Rabobank                        | 58 pts                    |

| Classement du meilleur jeune | Classement du meilleur jeune | Classement du meilleur jeune | Classement du meilleur jeune    | Classement du meilleur jeune |
| Coureur                      | Coureur                      | Pays                         | Équipe                          | Temps                        |
| ---------------------------- | ---------------------------- | ---------------------------- | ------------------------------- | ---------------------------- |
| 1er                          | Francisco Mancebo            | Espagne                      | Banesto                         | 44 h 43 min 29 s             |
| 2e                           | David Millar                 | Royaume-Uni                  | Cofidis-Le Crédit par Téléphone | + 4 min 13 s                 |
| 3e                           | David Cañada                 | Espagne                      | ONCE-Deutsche Bank              | + 6 min 22 s                 |
| 4e                           | Grischa Niermann             | Allemagne                    | Rabobank                        | + 7 min 58 s                 |
| 5e                           | Guido Trentin                | Italie                       | Vini Caldirola-Sidermec         | + 13 min 40 s                |

| Classement du meilleur jeune | Classement du meilleur jeune | Classement du meilleur jeune | Classement du meilleur jeune    | Classement du meilleur jeune |
| Coureur                      | Coureur                      | Pays                         | Équipe                          | Temps                        |
| ---------------------------- | ---------------------------- | ---------------------------- | ------------------------------- | ---------------------------- |
| 1er                          | Francisco Mancebo            | Espagne                      | Banesto                         | 44 h 43 min 29 s             |
| 2e                           | David Millar                 | Royaume-Uni                  | Cofidis-Le Crédit par Téléphone | + 4 min 13 s                 |
| 3e                           | David Cañada                 | Espagne                      | ONCE-Deutsche Bank              | + 6 min 22 s                 |
| 4e                           | Grischa Niermann             | Allemagne                    | Rabobank                        | + 7 min 58 s                 |
| 5e                           | Guido Trentin                | Italie                       | Vini Caldirola-Sidermec         | + 13 min 40 s                |

| Classement par équipes | Classement par équipes | Classement par équipes | Classement par équipes |
| Équipe                 | Équipe                 | Pays                   | Temps                  |
| ---------------------- | ---------------------- | ---------------------- | ---------------------- |
| 1re                    | Rabobank               | Pays-Bas               | 133 h 42 min 51 s      |
| 2e                     | Banesto                | Espagne                | + 11 min 40 s          |
| 3e                     | Festina                | France                 | + 16 min 22 s          |
| 4e                     | Kelme-Costa Blanca     | Espagne                | + 17 min 51 s          |
| 5e                     | Mapei-Quick Step       | Belgique               | + 18 min 53 s          |

| Classement par équipes | Classement par équipes | Classement par équipes | Classement par équipes |
| Équipe                 | Équipe                 | Pays                   | Temps                  |
| ---------------------- | ---------------------- | ---------------------- | ---------------------- |
| 1re                    | Rabobank               | Pays-Bas               | 133 h 42 min 51 s      |
| 2e                     | Banesto                | Espagne                | + 11 min 40 s          |
| 3e                     | Festina                | France                 | + 16 min 22 s          |
| 4e                     | Kelme-Costa Blanca     | Espagne                | + 17 min 51 s          |
| 5e                     | Mapei-Quick Step       | Belgique               | + 18 min 53 s          |